# Isola di Capo Rizzuto
Isola di Capo Rizzuto est une commune italienne de la province de Crotone dans la région Calabre en Italie.

## Histoire
En 1977, l'archéologue Domenico Marino a découvert et fouillé un site sur le promontoire de Capo Piccolo avec d'importants artefacts de l'âge du bronze précoce II et de l'âge du bronze moyen I-II d'origine minoenne, démontrant les premiers contacts commerciaux entre la Méditerranée orientale et l'Italie. Les découvertes sont exposées au Musée archéologique national de Crotone, à proximité.
En 2017, la police anti-mafia arrête 68 personnes, dont le curé local, dans la ville, où l'un des plus grands centres d'accueil de migrants et de réfugiés du pays est en activité depuis plus d'une décennie. Les enquêteurs affirment que les criminels ont volé des dizaines de millions d'euros de fonds publics destinés aux demandeurs d'asile pour vivre pendant que leurs demandes étaient traitées. Le général Giuseppe Governale, chef des forces anti-mafia considère que le centre était une source lucrative de fonds pour la mafia calabraise, la 'Ndrangheta. Le procureur Nicola Gratteri déclare que les détectives avaient filmé des conditions épouvantables à l'intérieur du centre.

## Administration
| Période                                  | Période | Identité | Étiquette | Qualité |
| ---------------------------------------- | ------- | -------- | --------- | ------- |
|                                          |         |          |           |         |
| Les données manquantes sont à compléter. |         |          |           |         |

### Hameaux
Campolongo, Capo Rizzuto, Le Castella, Sant'Anna, Le Cannella, Marinella

### Communes limitrophes
Crotone, Cutro